# Порятунок болгарських євреїв

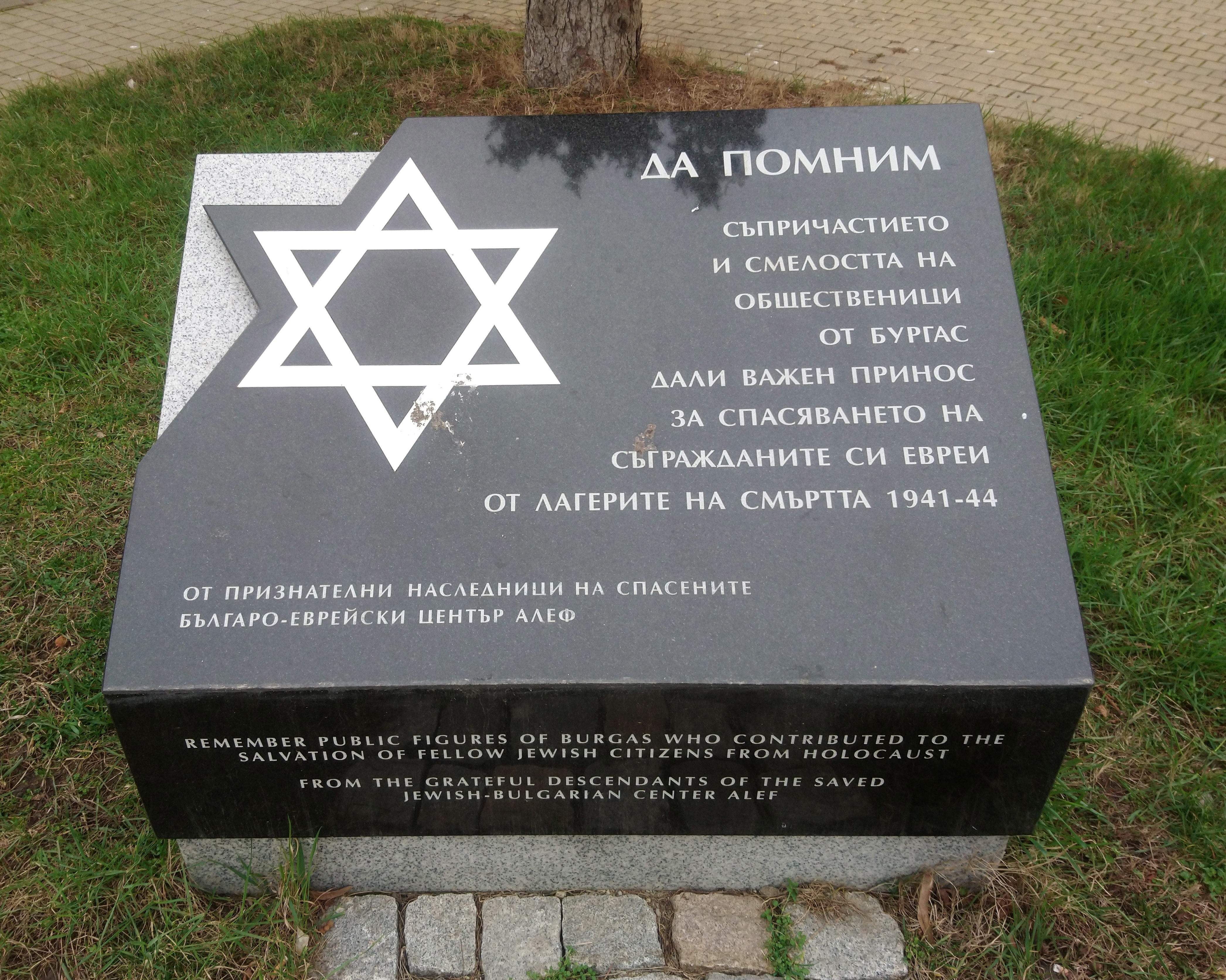
Пам'ятна дошка присвячена порятунку бургаських евреїв

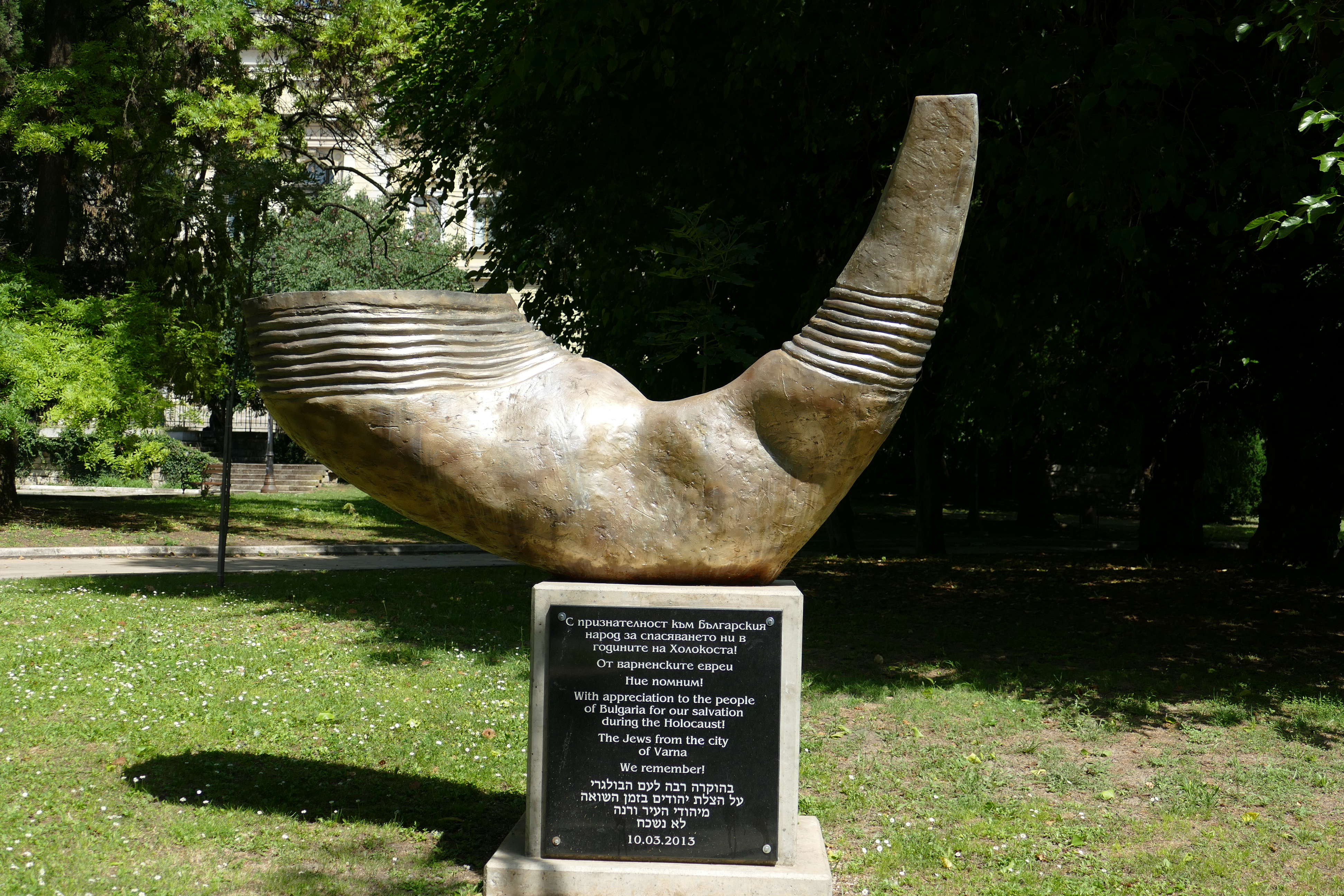
Пам'ятник-подарунок місту від єврейської громади Варни

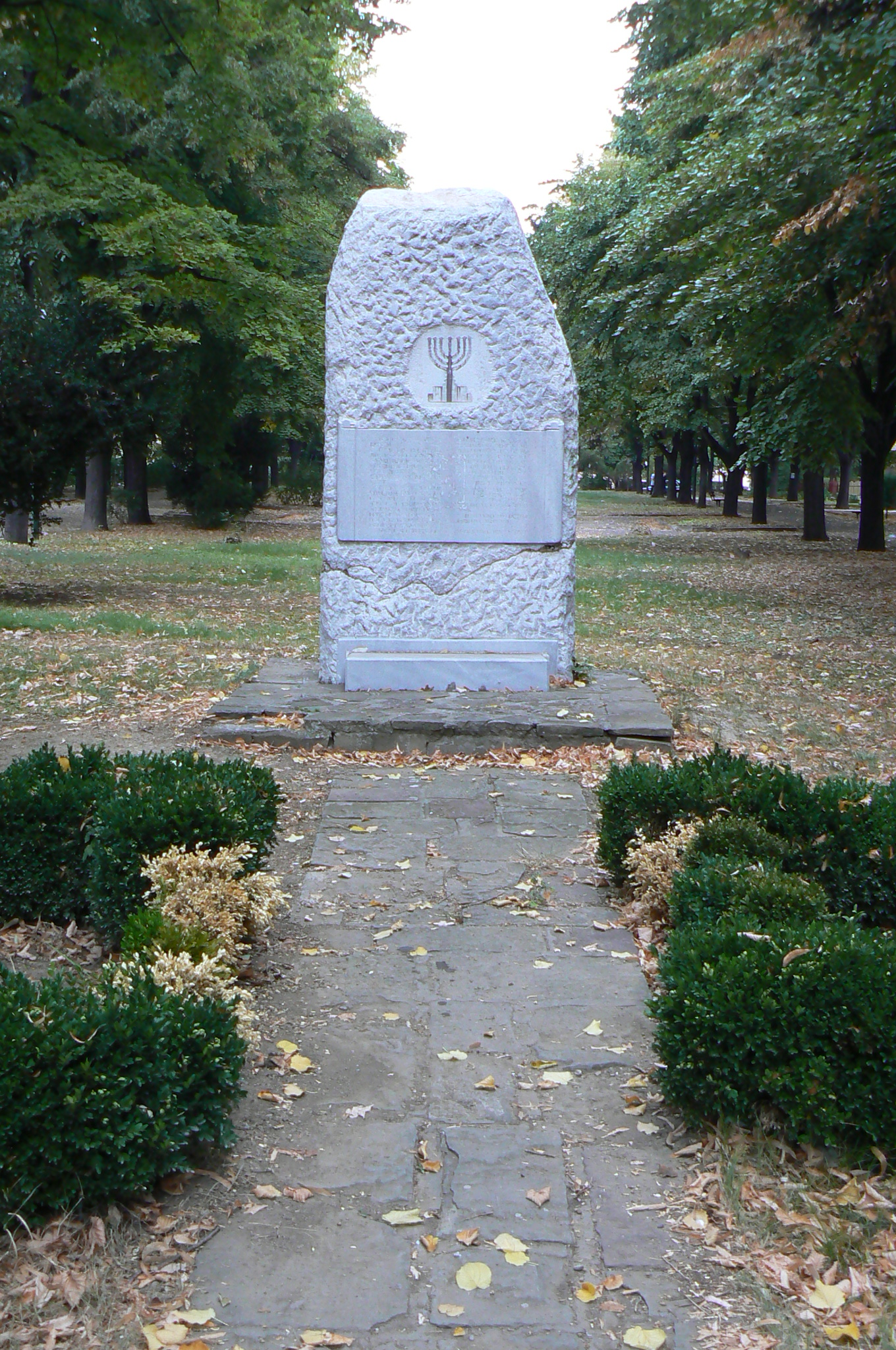
Пам'ятник у місті Видин

Порятунок болгарських євреїв — епізод в історії Болгарії під час Другої світової війни, коли з 1943 по 1945 роки праведниками народів світу і небайдужими були врятовані від знищення близько 50 тисяч болгарських євреїв. В числі організаторів порятунку євреїв виступили Димитар Пешев, екзарх Болгарський Стефан і митрополит Пловдивський Кирило. Вони переконали царя Бориса III зупинити видачу болгарських євреїв німцям. Заборона на депортацію євреїв набула чинності 10 березня 1943 року. Вчинок болгарських властей широко шанується в світі, особливу подяку висловив президент Ізраїлю Шимон Перес.

## Передісторія
Болгарія була союзницею Німеччини в блоці країн Осі, і формально Борис III змушений був виконувати всі вимоги Адольфа Гітлера для отримання подальшої допомоги та підтримки від Німеччини. У Болгарії в 1930-х і 1940-х роках посилилися радикальні та антисемітські настрої, в уряді Болгарії значну частку посад займали прихильники радикальних партій. Один з них, прем'єр-міністр Богдан Філов, 8 жовтня 1940 року підписав «Закон про захист нації», який обмежив в правах євреїв, а міністр внутрішніх справ Олександр Білів виявився причетний до депортації 11 тисяч євреїв з окупованої грецької Фракії і Вардарскої Македонії в Треблінку. 22 лютого 1943 року Белев уклав секретну угоду з гаупштурмфюрером СС Теодором Даннекером про таємну депортації євреїв з цих регіонів, яку здійснювала б безпосередньо Німеччина. В ніч з 3 на 4 березня 1943 року євреї грецької Фракії, Східної Македонії та сербської Пирота були відвезені на поїзді в Лом через Дунай, потім відправлені по Дунаю до Відня, а звідти спрямовані в Треблінку. 15 березня майже всі з них були страчені: від смерті врятувалося близько десятка.
Проте в болгарському уряді все ж був розкол з єврейського питання: Болгарська православна церква і інтелігенція засуджували гоніння на євреїв, а незабаром і громадська думка стала суперечити позиції уряду. У зв'язку з цим стараннями уряду в болгарському суспільстві стала посилюватися антиєврейська пропаганда. У січні 1942 року Німеччина оголосила на Ванзейській конференції про плани остаточного вирішення єврейського питання, які передбачали створення «таборів смерті» і винищення всіх, хто був відправлений туди. У червні 1942 року в Болгарії був утворений Комісаріат єврейських проблем, що 29 серпня 1942 року очолив міністр внутрішніх справ Бельов. Комісаріат обіцяв німцям доставити 20 тисяч євреїв з території Фракії та Македонії і конфіскувати їх майно, однак за підсумками перевірок болгарські чиновники не знайшли достатнього числа євреїв і змушені були заарештувати 8 тисяч євреїв, які жили на території довоєнної Болгарії. Це створювало передумови для масових депортацій євреїв до Німеччини, починаючи з березня 1943 року.

## Порятунок
Запропонований Белевим закон про захист нації, прийнятий Національними зборами у січні 1941 року, послужив приводом для зростання антиєврейської політики. Вже з листопада цього року почалися масові арешти євреїв для підготовки їх депортації в Німеччину, у відповідь на що релігійні діячі та діячі культури завалили болгарський уряд відкритими листами і протестними заявами. Після довгих суперечок Борис III змушений був скасувати рішення про депортацію євреїв. Ініціатором порятунку став Димитар Пешев, підтримку з боку церкви надали митрополити Кирило і Стефан.
Багато болгарськіх політиків спочатку підтримували антиєврейські закони. Пешев виступав за збереження законів, але при цьому проти депортації євреїв до Німеччини. Болгарський уряд не надавав захисту євреям на тимчасово окупованій території Македонії і Фракії, тому проти дій Белева за висилку євреїв з Македонії і Фракії в Треблінку не виступив ніхто, поки не стало відомо про те, що Белів вирішив вислати до Німеччини 20 тисяч корінних болгарських євреїв. Борис III офіційно також не говорив нічого про захист єврейського населення. Тим не менш протести по всій країні з участю звичайних громадян, які блокували «поїзда Голокосту», лягаючи на рейки, змусили Бориса III припинити депортацію. Адольф Айхман і Адольф Гітлер отримали офіційну відповідь від Бориса III, що Болгарії потрібні єврейські робітники для будівництва залізних доріг та іншої інфраструктури Борис III дійсно офіційно включив євреїв в спеціальні будівельні загони.
В 2013 році в пам'ять про порятунок євреїв ділянка вулиці біля посольства Болгарії в США був перейменований в «Димитар Пешев Плаза». 10 березня 2016 року було оголошено Днем пам'яті Голокосту в Болгарії, в день 73-річчя з дня прийняття рятівного для євреїв рішення.